# Gibbs-Helmholtz-Gleichung
Die Gibbs-Helmholtz-Gleichung (auch Gibbs-Helmholtzsche Gleichung) ist eine Gleichung der Thermodynamik. Sie ist benannt nach dem US-amerikanischen Physiker Josiah Willard Gibbs und dem deutschen Physiologen und Physiker Hermann von Helmholtz. Sie beschreibt den Zusammenhang zwischen der Gibbs-Energie {\displaystyle G} und der Enthalpie {\displaystyle H} in Abhängigkeit von der Temperatur {\displaystyle T}. Die Gibbs-Helmholtz-Gleichung lautet allgemein:
{\displaystyle \left.{\frac {\partial }{\partial T}}{\frac {G}{T}}\right|_{p}=-{\frac {H}{T^{2}}}}
Das Symbol {\displaystyle \partial /(\partial T)} steht für eine partielle Ableitung nach der Temperatur und die Schreibweise {\displaystyle |_{p}} bedeutet, dass der Druck {\displaystyle p} in dieser Gleichung in allen vorkommenden Größen konstant gehalten wird. Im Folgenden wird dies in der Notation nicht weiter explizit erwähnt.
Auch die Beziehung {\displaystyle \Delta G=\Delta H-T\Delta S}, eigentlich nur eine Legendre-Transformation, die die Beziehung zwischen der Gibbs-Energie, der Enthalpie, der Temperatur und der Entropie {\displaystyle S} beschreibt, wird in einigen Literaturstellen als Gibbs-Helmholtz-Gleichung bezeichnet. Beide Formen sind äquivalent, da sie sich durch mathematische Operationen der Differentialrechnung (und der Verwendung des physikalischen Zusammenhangs zwischen Temperatur, Entropie und Gibbs-Energie) ineinander überführen lassen. Diese Form spielt eine zentrale Rolle bei der Betrachtung des chemischen Gleichgewichts, da sie es erlaubt, den Einfluss von Enthalpie und Entropie auf die Gibbs-Energie direkt miteinander zu vergleichen (siehe exergone und endergone Reaktion). Mit ihr lässt sich abschätzen, welche Seite des Gleichgewichts thermodynamisch bevorzugt ist.

## Herleitung
Die Enthalpie und die Gibbs-Energie lassen sich über eine Variablentransformation, genauer über die Legendre-Transformation ineinander transformieren:
{\displaystyle H(S,p)=G(T,p)+TS}
Das totale Differential der Gibbs-Energie ist bei festgehaltener Teilchenzahl
{\displaystyle \mathrm {d} G=-S\mathrm {d} T+V\mathrm {d} p},
sodass {\displaystyle S=-{\tfrac {\partial G}{\partial T}}}. Es folgt:
{\displaystyle {\frac {\partial }{\partial T}}{\frac {G}{T}}=-{\frac {G}{T^{2}}}+{\frac {1}{T}}{\frac {\partial G}{\partial T}}=-{\frac {H}{T^{2}}}+{\frac {S}{T}}-{\frac {S}{T}}=-{\frac {H}{T^{2}}}}

## Zusammenhang mit der Van-’t-Hoff-Gleichung
Die Van-’t-Hoff-Gleichung beschreibt in der Thermodynamik den Zusammenhang zwischen der Lage des Gleichgewichts einer chemischen Reaktion und der Temperatur bei konstantem Druck. Für die Gleichgewichtskonstante {\displaystyle K} einer chemischen Reaktion und die Änderung der freien Enthalpie bei der Reaktion bei Standardbedingungen {\displaystyle \Delta _{R}G^{0}} gilt allgemein
{\displaystyle \ln K=-{\frac {\Delta _{R}G^{0}}{RT}}}
mit der allgemeinen Gaskonstante {\displaystyle R}. Die Gibbs-Helmholtz-Gleichung führt direkt auf die  Van-’t-Hoff-Gleichung:
{\displaystyle {\frac {\partial \ln K}{\partial T}}=-{\frac {1}{R}}{\frac {\partial }{\partial T}}{\frac {\Delta _{R}G^{0}}{T}}={\frac {\Delta _{R}H^{0}}{RT^{2}}}}

## Weitere Schreibweisen
Die Gibbs-Helmholtz-Gleichung lässt sich als Funktion der inversen Temperatur {\displaystyle \beta =(k_{\mathrm {B} }T)^{-1}} mit der Boltzmann-Konstante {\displaystyle k_{\mathrm {B} }} als
{\displaystyle {\frac {\partial (\beta G)}{\partial \beta }}=H(\beta )}
darstellen. Dies folgt aus der Kettenregel der Differentialrechnung:
{\displaystyle {\frac {\partial (\beta G)}{\partial \beta }}=G+\beta {\frac {\partial G}{\partial \beta }}=G-(k_{\mathrm {B} }T)^{-1}(k_{\mathrm {B} }T^{2}){\frac {\partial G}{\partial T}}=G+TS=H}